# بستكان (عباس الغربي)
بستکان (بالفارسية: پستکان) هي مستوطنة تقع في إيران في قسم عباس الغربي الريفي. يقدر عدد سكانها بـ 198 نسمة .